# 米尔森街
米尔森街（Milsom Street）in 英格兰萨默塞特郡巴斯，由Thomas Lightholder建于1762年。这些建筑原本是大型联排别墅，但现在大多数用作商店，办公室和银行。大部分为三层楼，有双重斜坡屋顶和科林斯柱。
米尔森街2-22号，以及25-36号为II级登录建筑。24号的银行是由威尔逊和威尔科克斯设计，拥有其他建筑所没有的巴洛克式细节。 
米尔森街37至42号称为萨默塞特郡大楼（Somersetshire Buildings），已被列为I级登录建筑。
八角形礼拜堂曾是循道会的教堂 ，现在是一家餐厅，从46号旁边进入。。
作为一条时髦的乔治风格大道，米尔森街出现在简·奥斯汀的一些作品中，其中包括《诺桑觉寺》和《劝导》。 
在2010年的谷歌街景最美街道奖评比中，米尔森街被评为“英国最时尚街道”。